# آدامز (تنسی)
آدامز(به انگلیسی: Adams) شهری در ایالت تنسی کشور ایالات متحده آمریکا است که جمعیت آن در سرشماری سال ۲۰۱۰ میلادی، ۶۳۳ نفر بوده‌است.